# Amerikanska Jungfruöarna i olympiska sommarspelen 1996
Amerikanska Jungfruöarna deltog i olympiska sommarspelen 1996. Amerikanska Jungfruöarnas trupp bestod av tolv idrottare var av sex var män och sex var kvinnor. Den äldsta idrottaren i Amerikanska Jungfruöarnas trupp var Bruce Meredith (59 år, 98 dagar) och den yngsta var Maria Noel (18 år, 73 dagar).

## Resultat

### Friidrott
Herrarnas 100 meter
- - Mitch Peters - 8 h5r1/4

Herrarnas maraton
- - Marlon Williams - 108

Herrarnas 200 meter
- - Ameerah Bello - 7 h1r2/4

Damernas 400 meter
- - Ameerah Bello - 7 h2r1/4

Damernas 4 x 100 meter stafett
- - Maria Noel, Ameerah Bello, Jilma Patrick &  Rochelle Thomas - 6 h1r1/2

Damernas längdhopp
- - Flora Hyacinth - 12 QR

### Boxning
Lätt weltervikt
- - Jacobo Garcia - 17T

### Segling
- Vindsurfing herrar
  - Paul Stoeken - 23
- Vinsurfing damer
  - Lisa Neuburger - 14

### Skytte
- 50m Gevär liggande Herrar
  - Bruce Meredith - 42T

### Simning
- 50m Fristil herrar
  - Khemo Rivera - 53